# 이관열, 이남미의 확깨는 라디오
이관열, 이남미의 확깨는 라디오는 울산MBC 표준FM(울산 표준FM 97.5MHz)에서 평일 오후 2시 5분부터 오후 4시까지 방송되는 라디오 프로그램이다.

## 역대 방송시간
| 방송 채널      | 방송 기간                          | 방송 시간                  |
| -------------- | ---------------------------------- | -------------------------- |
| 울산MBC 표준FM | 2015년 6월 29일 ~ 2017년 8월 18일  | 평일 오후 2:15 ~ 오후 4:00 |
| 울산MBC 표준FM | 2018년 1월 1일 ~ 2018년 2월 4일    | 평일 오후 2:15 ~ 오후 4:00 |
| 울산MBC 표준FM | 2017년 8월 28일 ~ 2017년 12월 22일 | 평일 오후 2:10 ~ 오후 4:00 |
| 울산MBC 표준FM | 2018년 2월 5일 ~ 2020년 3월 27일   | 평일 오후 2:15 ~ 오후 4:00 |
| 울산MBC 표준FM | 2020년 3월 30일 ~ 현재             | 평일 오후 2:05 ~ 오후 4:00 |

## 기획 의도
한낮에 몰려오는 졸음과 나른함을 한방에 확~ 떨쳐내 줄 유쾌한 두 남녀! 두 MC와 함께 즐겁고 긍정에너지 팍팍 충전되는 오후 시간을 만들어 남은 하루를 잘 마무리 할 수 있도록 이끈다.

## DJ
- 이관열 아나운서
- 이남미 작가 겸 DJ

## 코너

### 매일 코너
- 오.제.빵! :“오늘 제일 빵 터진 문자, 오, 제, 빵!” 그날 중 가장 큰 웃음을 주신 분께 빵빵한 선물을 드립니다.
- 확깨라 문자쇼! 지금 뭐하노? :“지금 뭐하노? 오데서 뭐하노? 누구랑 뭐하노? 거서 뭐하노?” 확깨라 가족들의 오후가 궁금합니다. 문자로 서로의 오후를 함께 공유해 봐요! #2848번으로 문자 쏴~ 주세요!
- 궁금타파! 아~ 그래요? :“도와 줘요! 도와줘요! 열맨!” 어디에 물어야 되나 궁금했던 생활 정보들 있으시죠? 걱정 마세요! 이제 확깨라의 열맨이 해결해 드립니다. 의학, 법률, 세무, 병무, 레져 등 생활과 관련된 모든 정보를 ‘열맨’이 모셔온 전문가와 콕콕 짚어 야무지게 전달해 드릴게요.
- 확깨라 콩트쇼!사랑방 총각과 아지매 : 울산아지매와 그 집에 월세살이 하게 된 서울사람 열총각이 나누는 세상사는 이야기! 두 사람이 전하는 깨알웃음으로 3시를 열어 보세요.

### 요일별 코너
- 월요일 1,2부 - 힘을 내요 슈퍼 파월! (리포터 : 정아름) : 이 시대를 살아가는 가장들, 갈수록 취업이 어렵기만 한 취업준비생들, 결혼하고 싶어도 할 수 없는 5포 세대 노총각&노처녀들, 명예퇴직 후 제 2의 인생을 앞둔 아버지 세대들.. 기 빠진 이들의 사연을 정아름 리포터가 직접 만나 들어봅니다.
- 월요일 3,4부 -  역전의 퀴즈왕 : 스피드 퀴즈, 끝말잇기 퀴즈, 연상 퀴즈, 난센스 퀴즈, 고난도 퀴즈 등 각 분야의 퀴즈들을 풀어 보는 시간입니다.푸짐한 선물, 여러분을 위해 준비되어 있어요.
- 화요일 1,2부 - 내 자랑 같지만..맞아요! : 우리의 자존감을 높여주는 셀프자랑시간! “내가 이런 얘긴 잘 안하는데..” 하고 시작하는 자기자랑! 한국 사람들은 특히나 대놓고 잘 못하죠? 입이 근질근질한데 얘기할 데는 없고 체면상 내 입으론 말 못하겠고! 왜 그래야 하나요? 이제 즐거운 오후 2시 안에서는 속 시원하게 대놓고 하세요!
- 화요일 3,4부 - 숨은 소리 찾기 : 숨은 소리 찾기! 일명 청력테스트! 귀 쫑긋~ 집중하는 시간! 여러 가지 생활 소리나 음악 속에 소리 하나를 숨겨 놓을 거예요. 어떤 소리인지 맞혀 보세요!
- 수요일 1,2부 - 남녀본색 (리포터 : 김정은) : 남자와 여자의 본색은 다르다! 남녀본색! 세상을 바라보는 남녀의 확연한 차이! 그래서 더욱 대화가 필요한 그들의 이야기를 김정은 리포터가 담아 허심탄회하게 들어봅니다.
- 수요일 3,4부 - 익명가왕! : 복면 쓴 가왕? 아니에요. 익명으로 노래하는 가왕! 맞습니다. 노래 좀 하고 싶은데 부끄러워서 못한다면 이제 걱정 끝! 실력자도 음치도 모두 도전할 수 있는 똑같이 공평한 수요일! 매달 마지막 주 수요일은 월장원전이 펼쳐집니다.
- 목요일 1,2부 - 나는 엄마다 : 무보수로 야간수당도 없이 24시간 아기 앞에서 대기해야 하는 ‘엄마사람’이라는 직업을 가진 여자들! 그들의 전쟁 같은 전투육아를 들여다봅니다. 모든 남편들이 엄마라는 존재에 대해 이해의 폭을 1cm라도 늘여 보도록 돕는 시간! 이 시대 모든 엄마들이 즐거운 전투육아를 하는 그날까지 확깨라가 응원합니다.
- 목요일 3,4부 - 하필 그대를 만나 : 죽을 만큼 사랑했다가도 다시는 하고 싶지 않을 만큼 지긋지긋해지는 사랑! 다음 생에 니를 또 만나면 두 손에 장을 지진다.. 장담하다가도 또 다시 그 달콤함에 속아 놀아나는 어리석음! 대체 사랑이 뭐길래 그럴까요? 이 죽일 놈의 사랑 때문에 생기는 끝이 없는 갈등과 전쟁! 참을 인을 새기며 속앓이하고 계신가요? 이제 목요일 오후, 그 속에 담은 말말말, 모두 쏟아내 보아요!
- 금요일 1,2부 - 내 영혼의 밥집 (G: 도서관 사서 김순희) : 유명한 정치가인 헨리키신저는 아버지에게 늘 이런 얘길 들었답니다. “하루 네 끼를 먹어라” 한 끼는 꼭 독서로 마음을 배불리 채우라는 뜻이었대요. 매일은 아니더라도 한 주 한 끼는 허기진 우리 마음이 배부르도록 채워주는 시간입니다. 동구 꽃바위 도서관 김순희 사서가 추천하는 책이야기로 따뜻한 마음식사 한 끼 하세요!
- 금요일 3부 - 주말에 뭐 없어? : 주말에 뭘 하며 놀아야 아깝지 않을까요? 울산 지역의 축제, 공연, 행사, 여행, 요리 등 여러분의 주말을 알차게 채워줄 다양한 정보들을 ooo리포터가 소개해드립니다.
- 금요일 4부 - 흘려서 미안해요 : 헐렁한 금요일 오후, 음악으로 힐링이 필요한 시간! 주중 확깨라 가족들이 온 신청곡 중 전하지 못하고 흘려버린 신청곡들을 모아 모아서 전해 드립니다.

### 상설코너
- 온 김에 놀다가 : 일부러 오진 마세요. 온 김에 놀다가세요! 예고 없이 찾아오는 가수, 개그맨, 배우 등 확깨라를 찾은 특별 게스트들과 함께 즐거운 대화를 나눠 봅니다.

## 같이 보기
- 울산MBC
- 울산MBC 표준FM
- 박준형, 박영진의 2시만세